# Comeback (Хор)
«Comeback» (рус. Возвращение) — тринадцатый эпизод второго сезона американского музыкального телесериала «Хор», показанный телеканалом Fox 15 февраля 2011 года. В эпизоде Уилл Шустер разрешает Сью Сильвестр, которая страдает депрессией, присоединиться к хору, а Сэм Эванс пытается завоевать сердце Куинн Фабре, исполняя песни Джастина Бибера, а другие парни, кроме Финна Хадсона, сочли это хорошей идеей и решили присоединиться.
Райан Мёрфи опроверг слух о том, что «Comeback» является трибьютом Джастина Бибера; по словам Мёрфи, в эпизоде будут исполнены песни из каталогов сразу нескольких исполнителей. В эпизоде были исполнены кавер-версии шести песен, в том числе «Baby» и «Somebody to Love» Бибера и «Sing» группы My Chemical Romance. Песня «This Little Light of Mine» была снята в детской больнице Лос-Анджелеса, где её спели одиннадцать реальных пациентов вместе с актёрами Мэтью Моррисоном и Джейн Линч. Четыре песни из шести были включены в альбом Glee: The Music, Volume 5, а пять песен занимали места в Billboard Hot 100.

## Сюжет
После того, как группа поддержки МакКинли проиграла в соревнованиях впервые за семь лет, Сью Сильвестр (Джейн Линч) впадает в депрессию. Эмма Пилсберри (Джейма Мейс) предлагает ей на некоторое время присоединиться к школьному хору, чтобы поднять дух. Сью соглашается и, в надежде посеять раздор внутри коллектива, настраивает Рейчел (Лиа Мишель) и Мерседес (Эмбер Райли) друг против друга. Последствия оказываются нелицеприятными, и Уилл предпринимает попытку найти в Сью что-то хорошее и берёт её в детское отделение в больнице для раковых больных, где они поют песню «This Little Light of Mine» вместе с ними.
Участник хора Сэм Эванс (Корд Оверстрит) решает попробовать завоевать сердце Куинн Фабре (Дианна Агрон) при помощи образа и песен Джастина Бибера. Он делает похожую прическу, надевает похожую одежду и поёт ей акустическую версию песни «Baby», что имеет успех среди других девушек хора. Это подталкивает других парней последовать примеру Сэма. Пак (Марк Саллинг), Арти (Кевин Макхейл) и Майк (Гарри Шам-младший) присоединяются к Сэму и исполняют вместе с ним композицию «Somebody to Love», воссоздавая также и оригинальный видеоклип на эту песню. Это приводит девушек в восторг; Куинн предпочитает Сэма Финну, но, когда Сантана (Ная Ривера) рассказывает, что Куинн изменила ему с Финном, Сэм рвёт с ней отношения и начинает встречаться с Сантаной.
Между тем Лоурен Зайзис (Эшли Финк) с помощью Пака пытается добиться первого сольного выступления в хоре. Она поёт «I Know What Boys Like» и, чтобы не поддаться волнению, использует совет Пака представлять всех членов хора в нижнем белье. Позже Сью предлагает хору исполнить песню «Sing» группы My Chemical Romance на грядущих региональных. Они соглашаются и успешно репетируют, игнорируя предложение Рейчел подготовить для региональных песни собственного сочинения. Неделя, проведённая в хоре, стала результатом того, что Сью назначена руководителем соперничающего с «Новым горизонтами» хора — «Звуковой интенсив».

## Реакция
В США «Comeback» посмотрели 10,53 млн человек, а в Канаде — 1,75 млн телезрителей, что поставило сериал на 18 строчку в недельном рейтинге. Бейли, медсестру педиатрического отделения, сыграла актриса Шарлин Амойя, которая ранее участвовала в записи музыкальных номеров первого сезона. По её словам, роль в эпизоде стала её любимой ролью на телевидении в качестве приглашённой актрисы, а пение с детьми её тронуло. Отзывы критиков о серии оказались смешанными, которые сочли его одним из не самых выдающихся эпизодов сезона. Некоторые критики, к примеру, Бобби Хакинсон из Houston Chronicle, отметили, что в эпизоде присутствовала эстетика ранних серий «Хора». Эми Рейтер из Los Angeles Times посчитала, что эпизоду не хватило сюжетной подоплёки и завязки. В частности, сюжетная линия с депрессией и Сью и попыткой «самоубийства» была подвергнута критике за неадекватность, а сюжетная линия с Джастином Бибером — подходящей для привлечения аудитории; Джеймс Понивозик из Time сравнил серию с «The Power of Madonna» первого сезона, которая оказалась успешной. В отличие от сюжетной линии, музыкальная подборка серии была оценена преимущественно положительно, в частности, вокал Лии Мишель и Эмбер Райли в «Take Me or Leave Me», который оценили Кевин Фэлон и Меган Браун из The Atlantic, Сандра Гонсалез из Entertainment Weekly, поставившая оценку «B», а Тодд ВанДерФерфф из The A.V. Club посчитал песню неактуальной, а вокал Мишель не совсем подходящим для неё.